# Jules Auguste Lemire
Jules Auguste Lemire, född 23 april 1853, död 7 mars 1928, var en fransk präst och politiker.
Lemire valdes 1893 till deputerad för Hazebrouck, där han under en lång följd av år var mär. Starkt socialt intresserad, personligen högt skattad inom parlamentet, företrädde Lemire en ganska radikal politisk riktning inom det franska prästerskapet och kom därigenom att spela en betydande roll, kanske mindre under striden i början av 1900-talet om den nya kyrkliga lagstiftningen än som verksam främjare av reformer för arbetarklassen och sämre bemedlade.